# Abandon (album)
Pour les articles homonymes, voir Abandon.
Albums de Deep Purple
Live at the Olympia '96
(1997) 30: Very Best of Deep Purple
(1998)
Abandon est le seizième album studio du groupe de hard rock britannique Deep Purple, sorti en 1998.
Cet album du groupe est le second enregistré avec le guitariste Steve Morse, et le dernier avec le claviériste Jon Lord.
Il est à signaler que le titre "Don't Make Me Happy" figure par erreur sur le CD en version monophonique. Cependant, on trouve une version stéréophonique de ce morceau sur un CD single promotionnel.

## Titres
Toutes les chansons sont de Ian Gillan, Roger Glover, Jon Lord, Steve Morse et Ian Paice, sauf le dernier titre, Bludsucker, une reprise d'une ancienne chanson du groupe parue en 1970 sur l'album In Rock.
| No  | Titre                                               | Durée |
| --- | --------------------------------------------------- | ----- |
| 1.  | Any Fule Kno That                                   | 4:27  |
| 2.  | Almost Human                                        | 4:49  |
| 3.  | Don't Make Me Happy                                 | 4:45  |
| 4.  | Seventh Heaven                                      | 5:29  |
| 5.  | Watching the Sky                                    | 5:57  |
| 6.  | Fingers to the Bone                                 | 4:53  |
| 7.  | Jack Ruby                                           | 3:47  |
| 8.  | She Was                                             | 4:17  |
| 9.  | Whatsername                                         | 4:11  |
| 10. | '69                                                 | 5:13  |
| 11. | Evil Louie                                          | 4:50  |
| 12. | Bludsucker (Blackmore, Gillan, Glover, Lord, Paice) | 4:29  |

## Musiciens
- Ian Gillan : chant, harmonica
- Steve Morse : guitares
- Roger Glover : basse
- Jon Lord : orgue, claviers
- Ian Paice : batterie, percussions

## Charts
| Pays        | Durée du classement | Meilleur classement |
| ----------- | ------------------- | ------------------- |
| Allemagne   | 8 semaines          | 16e                 |
| Autriche    | 7 semaines          | 25e                 |
| Finlande    | 4 semaines          | 14e                 |
| France      | 2 semaines          | 65e                 |
| Norvège     | 5 semaines          | 6e                  |
| Royaume-Uni | 1 semaine           | 76e                 |
| Suède       | 2 semaines          | 32e                 |
| Suisse      | 4 semaines          | 46e                 |